# Proibido É Mais Gostoso
Proibido É Mais Gostoso é o segundo álbum de estúdio do cantor brasileiro Zé Felipe, lançado em 17 de junho de 2016 pela Sony Music. O álbum é produzido por Eduardo Pepato é possui o som estilizado do mercado do sertanejo universitário com algumas influências do som caribenho, como o cantor já revelou anteriormente ser muito influenciado pelo som de artistas do pop latino como Prince Royce.

## Singles
O primeiro single do álbum foi a canção "Não Me Toca" que possui a participação da cantora Ludmilla lançado em 11 de janeiro de 2016, primeiro foi lançado a versão kizomba depois ganhou uma versão sertanejo sendo esta a que entrou no disco. "Não Me Toca" é uma regravação do sucesso mundial do cantor Angolano Anselmo Ralph Lançada em 2012. Assim também como "Curtição" que também é do cantor Angolano. O segundo single foi a canção "Maquiagem Borrada" lançada em 31 de maio de 2016, a canção estreou na sexta posição da Billboard Brasil.

## Lista de faixas
| N.º | Título                                            | Compositor(es)                                                             | Duração |  |
| 1.  | "Sua Sina"                                        |                                                                            | 2:30    |  |
| 2.  | "Esse Refrão é Pra Você"                          |                                                                            | 2:49    |  |
| 3.  | "Tirar a Limpo"                                   |                                                                            | 3:11    |  |
| 4.  | "A Gente Deu Sorte"                               |                                                                            | 2:37    |  |
| 5.  | "Mil e uma"                                       |                                                                            | 2:19    |  |
| 6.  | "Maquiagem Borrada"                               |                                                                            | 2:42    |  |
| 7.  | "Escolha Errada"                                  |                                                                            | 2:45    |  |
| 8.  | "Proibido é Mais Gostoso"                         |                                                                            | 2:22    |  |
| 9.  | "Deixa Que Ela Decide" (part. Pedro Paulo & Alex) | Pedro Paulo Guilherme Rosa Ricco Montana                                   | 2:47    |  |
| 10. | "Curtição"                                        |                                                                            | 3:28    |  |
| 11. | "Muleke Top Zica"                                 | Diego Monteiro Vitor de Simone                                             | 2:25    |  |
| 12. | "E Agora, José?"                                  |                                                                            | 2:36    |  |
| 13. | "Não Me Toca" (part. Ludmilla)                    | Anselmo Ralph Erdzan Saidov Nelson Klasszik Cabrera Paula Mattos Zé Felipe | 3:25    |  |
| 14. | "Olha Ela"                                        |                                                                            | 2:31    |  |